# Фокс, Майкл Джей
Майкл Э́ндрю Фокс (англ. Michael Andrew Fox; родился 9 июня 1961 в Эдмонтоне, Канада), более известный как Майкл Джей Фокс (англ. Michael J. Fox) — канадо-американский актёр кино и телевидения, писатель, активист, кинопродюсер. Начал сниматься в 1970-х годах, но наибольшую известность получил за исполнение роли Марти Макфлая в фантастической трилогии «Назад в будущее», а также за роль Алекса П. Китона в сериале «Семейные узы», выходившем в эфир с 1982 по 1989 год, за роль в котором актёр выиграл три премии «Эмми», один «Золотой глобус», а также две премии Гильдии киноактёров США.
В 1991 году тридцатилетнему актёру поставили диагноз — болезнь Паркинсона, в чём Фокс публично признался в 1998 году. Через 2 года он перестал вести активную работу в кино и на телевидении в связи с ухудшением состояния здоровья из-за развивающейся болезни, в том числе покинул телешоу «Спин-Сити», где исполнял главную роль на протяжении четырёх сезонов.
С тех пор он занимается поисками лекарства от заболевания, что привело к созданию благотворительного фонда «The Michael J. Fox Foundation for Parkinson's Research», а 5 марта 2010 года шведский Каролинский институт присвоил Фоксу звание «почётного доктора» (лат. honoris causa) за вклад в исследования болезни.
С 2000 года актёр в основном работал в кино и на телевидении, озвучивая анимационных персонажей, среди которых герои фильмов «Атлантида: Затерянный мир» и «Стюарт Литтл», а также появляется в гостевых ролях в сериалах — «Юристы Бостона», «Хорошая жена», «Спаси меня», «Клиника» и др. Кроме того, Майкл Джей Фокс выпустил четыре автобиографические книги: «Lucky Man: A Memoir» (2002), «Always Looking Up: The Adventures of an Incurable Optimist» (2009) и «A Funny Thing Happened on the Way to the Future: Twists & Turns & Lessons Learned» (2010) и «No Time Like the Future: An Optimist Considers Mortality» (2020). За заслуги в области исследований 27 мая 2011 года актёру вручили «Орден Канады». 4 января 2025 года президент США Джо Байден наградил Майкла Джей Фокса Президентской медалью Свободы.
Актёр является пятикратным лауреатом премии «Эмми», четырёхкратным лауреатом премии «Золотой глобус», двукратным лауреатом премии Гильдии киноактёров США, обладателем премии «Грэмми» и других престижных наград.

## Биография

### Ранние годы
Майкл Эндрю Фокс родился 9 июня 1961 года в Эдмонтоне, провинция Альберта, Канада, в семье военного Билла Фокса, служащего в вооружённых силах Канады, и актрисы и клерка Филлис Фокс (в девичестве — Пайпер). Из-за работы отца семья, в которой, кроме Майкла, было ещё пятеро детей, часто переезжала, пожив во многих городах Канады. Когда Майклу было 13 лет, отец ушёл в отставку (отец актёра скончался от сердечного приступа 6 января 1990 года), и семья поселилась в пригороде Ванкувера, в местечке под названием Бернаби, где мальчик учился в одной школе с Брайаном Адамсом (который старше Фокса на 1,5 года). Сейчас один из школьных театров в Южном Бернаби носит имя Фокса. Тогда Майкл очень увлекался хоккеем, и связывал с ним своё будущее, но из-за слишком маленького роста — около 164 см — вынужден был оставить этот спорт, и решил попробовать себя в актёрском ремесле.
Учитель актёрского мастерства был очень доволен Майклом, считая, что у него определённо есть талант. В 15 лет Майкл появился на экране в канадском сериале канала CBC «Лео и я» (впоследствии выяснилось, что у четырёх актёров шоу, включая Фокса, развилась болезнь Паркинсона, что подняло вопрос — мог ли экологический фактор повлиять на развитие болезни). Сначала создатели не хотели прослушивать 15-летнего подростка, так как им нужен был 10-летний мальчик. Но Майкл всегда выглядел моложе своих лет и всё-таки сумел заполучить эту роль. Именно тогда, после окончания сериала, Майкл принял окончательное решение стать актёром. Создатель фильма «Письма от Фрэнка», продюсер Рональд Шедло, у которого также снялся молодой актёр, сказал, что Майклу следует попробовать себя в Голливуде, где вероятность прославиться гораздо больше. В 1979 году, едва актёру исполнилось восемнадцать, он принимает шокировавшее родителей решение: переехать в Америку, а точнее в Лос-Анджелес, бросив школу (только после женитьбы актёр вернётся в родной город). Если бы не его бабушка, вряд ли затею удалось бы осуществить. Единственное, о чём сожалеет Майкл, так это о том, что ей не довелось прожить столь долго, чтобы увидеть его успех в шоу «Семейные узы».
Майкл намеревался использовать имя Майк Фокс (так его имя было указано в фильме «Письма от Фрэнка») и дальше, но когда он зарегистрировался в «Гильдии киноактёров США», выяснилось, что в списках уже есть актёр Майкл Фокс — заслуженный характерный актёр. В своей книге «Lucky Man: A Memoir», а также в нескольких интервью, актёр объяснил, что ему не нравилось имя Эндрю Фокс или Энди, поэтому он придумал второе имя «Джей» — в честь актёра Майкла Джея Полларда.
Поначалу карьера Фокса в Голливуде не складывалась. Пытаясь скрыть свой маленький рост, он сильно поправился и был вынужден сесть на очень жестокую диету, чтобы вернуть свой прежний облик. После нескольких неудач Фокс залез в долги, продал всю свою мебель, и уже собирался вернуться в Канаду, когда один телефонный звонок полностью изменил его жизнь: Фоксу предложили сниматься в телесериале «Семейные узы». Сериал завоевал необыкновенную популярность чуть ли не во всём мире и принёс Майклу три награды «Эмми» за лучшую роль.

### Начало карьеры

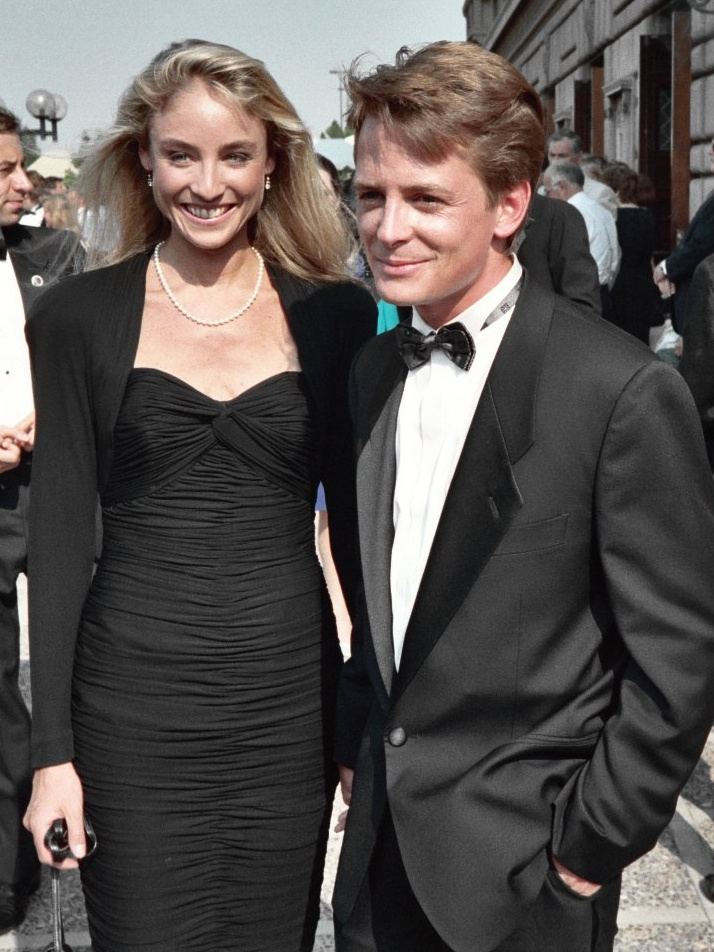
Майкл Джей Фокс с Трэйси Поллан на 40-й ежегодной церемонии вручений премии «Эмми» в августе 1988 вскоре после заключения их брака

Первыми крупными работами Фокса стали картины «Полуночное безумие» (1980) и «Класс-1984» (1982), в которых актёр упомянут как Майкл Фокс. Вскоре после выхода картин Майкл получает роль молодого республиканца Алекса П. Китона в сериале «Семейные узы», выходившем на канале NBC семь сезонов, с 1982 по 1989 год. Майкл получил роль, так как Мэтью Бродерик не мог сниматься в этом шоу. Первоначально родители героя должны были быть главными персонажами, а слоган шоу звучал так: «Продвинутые родители, рассудительные детки». Положительные отзывы о работе Майкла сделали его звездой уже с первых эпизодов первого сезона. На пике популярности шоу собирало у телеэкранов треть всех семей Америки каждую неделю. Фокс выиграл три премии «Эмми» за роль в сериале с 1986 по 1988 год. Также получил премию «Золотой глобус» в 1989 году.
Брендон Тартикофф, один из продюсеров шоу, хотел заменить Фокса, так как считал его слишком малорослым для роли. «Это не то лицо, которое можно поместить на коробку для завтраков». После успеха шоу Фокс подарил Тартикоффу самодельную коробку с надписью: «Брендон, здесь ты можешь хранить своё карканье. Люблю и целую, Майкл Джей Фокс». Тартикофф хранил коробку в своём офисе вплоть до своего ухода из NBC.
Работая в шоу, Фокс познакомился со своей будущей женой Трэйси Поллан, игравшей его возлюбленную Эллен. Когда актёр покинул сериал «Спин-Сити», в последнем эпизоде с участием Фокса было много отсылок к «Семейным узам»: Майкл Грос (сыгравший отца Алекса, Стивена) сыграл психотерапевта Майка Флаэрти, также упоминается персонаж Мэллори. Когда Флаэрти стал лоббистом от защитников окружающей среды в Вашингтоне, он знакомится с консервативным сенатором из Огайо по имени Алекс П. Китон, а в одном из эпизодов Мередит Бекстер сыграла мать Майка.

### Успех трилогии «Назад в будущее»

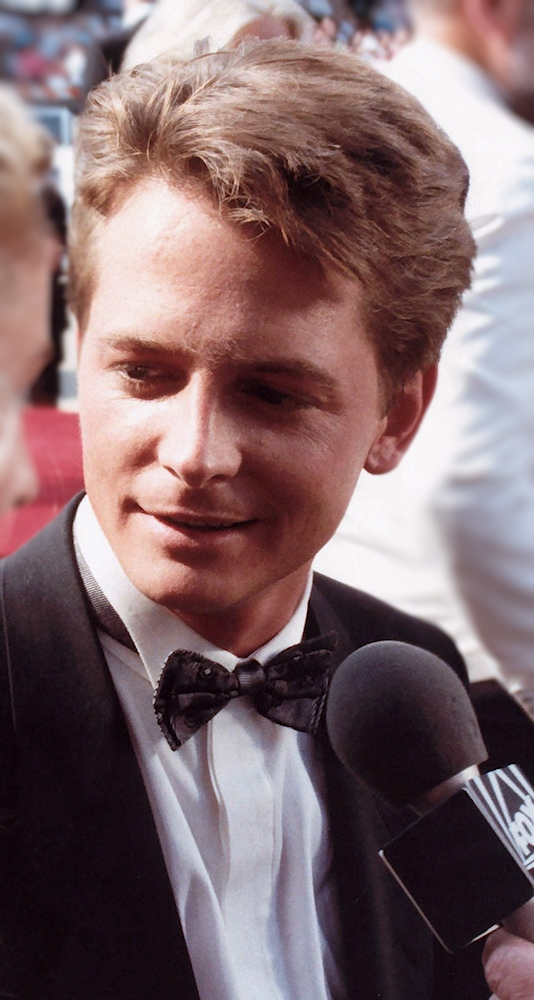
Майкл Джей Фокс на 40-й ежегодной церемонии вручений премии «Эмми» в августе 1988

Затем была главная роль в фантастической комедии «Назад в будущее», которая стала лидером по кассовым сборам в 1985 году. Первая часть рассказывает о подростке Марти Макфлае, который попадает из 1985-го в 1955 год, где знакомится со своими родителями, в то время учениками старшей школы. В результате несчастного случая его собственная мать влюбляется в Марти, ставя под угрозу существование сына, так как он не родится, если его родители не познакомятся и не влюбятся друг в друга.
Режиссёр Роберт Земекис с самого начала хотел, чтобы главную роль Марти Макфлая сыграл Майкл Джей Фокс. Однако автор сериала «Семейные узы» Гэри Дэвид Голдберг отказался дать согласие на участие Фокса в проекте, так как в тот же период Мередит Бекстер покинула шоу после того, как родила близнецов: шоу не могло лишиться ещё одного главного героя. На роль Марти был утверждён Эрик Штольц, который и приступил к съёмкам. Однако вскоре Земекис уволил актёра, так как, по мнению режиссёра, у него не было необходимой для роли харизмы. К этому времени Мередит Бекстер вернулась в шоу, и Голдберг дал добро на участие Фокса в фильме при условии, что тот не оставит шоу. Фокс снимался в «Семейных узах» с 10 до 18 часов, а затем спешил на съёмочную площадку «Назад в будущее», снимаясь ночью до половины третьего утра. Фокс работал в этом режиме на протяжении двух месяцев.
Фильм «Назад в будущее» пользовался любовью критиков и зрителей, а также стал кассовым хитом: в 1985 году на протяжении восьми недель картина была лидером кассовых сборов США, собрав по всему миру $381,11 млн. Variety оценил игру Фокса и его коллеги, Кристофера Ллойда, сравнив их дружбу со взаимоотношениями Короля Артура и Мерлина. Предприимчивый Роберт Земекис решил закрепить свой успех ещё двумя фильмами, которые вышли в 1989 и 1990 годах.
Во время съёмок второй части родился первый ребёнок Фокса — сын Сэм. Также в этой части Фокс воплотил четыре образа: самого себя из 1985 года, сына и дочь из будущего и себя же, постаревшего, из 2015 года. В третьей части он сыграл Марти и его предка Шеймуса. На съёмках актёр едва не лишился жизни: в сцене с повешением главного героя верёвка слишком сильно затянула ему шею. Съёмочная группа удивлялась тому, насколько правдоподобно играет Фокс, пока тот не потерял сознание. Кроме того, в это же время — 6 января 1990 года — у актёра умирает отец.

### Дальнейшие проекты

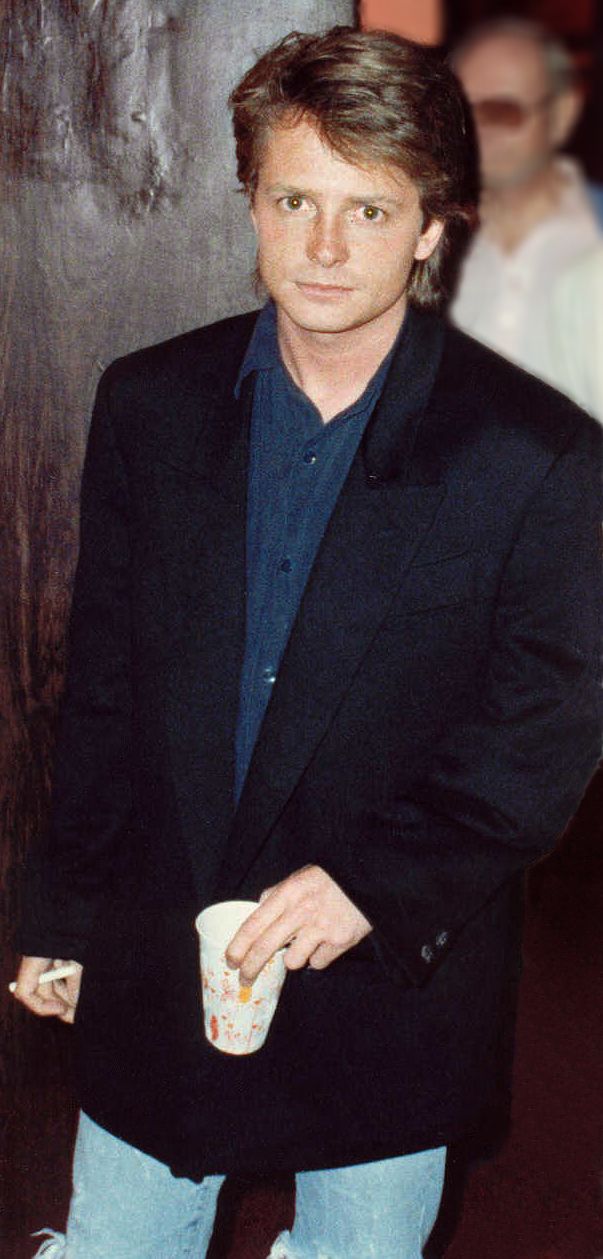
Фокс в сентябре 1987

После съёмок картины «Назад в будущее» последовали главные роли в проектах «Волчонок» (1985), «Дневной свет» (1987), «Секрет моего успеха» (1987), «Яркие огни, большой город» (1988) и «Военные потери» (1989).
В комедии «Секрет моего успеха» Фокс сыграл выпускника университета Канзаса, который переезжает в Нью-Йорк, чтобы покорить большой город, но сталкивается с оборотной стороной современного бизнеса. Фильм стал коммерчески успешным, собрав по всему миру $110 млн. Роджер Эберт из The Chicago Sun Times написал: «Фокс становится главным достоинством и ярким центром всего действия картины: без него труднее было бы воспринимать жанровое разнообразие картины от ситкома до пошлости и постельного фарса».
В фильме «Яркие огни, большой город» Фокс исполнил роль сотрудника журнала «New York Magazine», занимающегося проверкой фактов — молодой человек проводит свободное время на вечеринках, напиваясь и употребляя наркотики. Картина получила смешанные отзывы, а Хэл Хинсон из The Washington Post дал игре Фокса отрицательную характеристику, отметив, что «актёр абсолютно не подходил на эту роль». Между тем, Роджер Эберт, наоборот, выразил восхищение мастерством Фокса: «Он хорош в главной роли, его пьяный монолог — это лучшее из всего того, что он делал в данном фильме». Также в съёмках приняла участие его возлюбленная, бывшая коллега по «Семейным узам», Трэйси Поллан.
Затем Фокс сыграл главную роль в фильме о вьетнамской войне под названием «Военные потери» вместе с Шоном Пенном. Фильм не стал кассовым хитом, но Майкл получил в основном положительные отзывы о своей роли рядового, служащего во Вьетнаме. Дон Уиллмотт написал: «Прошёл всего лишь год после окончания съёмок в легковесном ситкоме, а Фокс вырос как актёр настолько, что может превосходно справиться с подобной ролью, ставшей голосом нравственности всего фильма, Пенн также превосходен».
В 1991 году Майкл сыграл главную роль в романтической комедии «Доктор Голливуд», рассказывающей о талантливом враче, решившем заняться пластической хирургией. Попав в аварию при переезде из Вашингтона в Лос-Анджелес, герой оказывается в маленьком городке. Майкл Кейтон-Джонс из Time Out описал исполнение Фокса следующим образом: «фирменный фонтан эмоций актёра во всей красе». Затем выходит комедия «Напролом», в которой Фоксу досталась роль актёра, изучающего работу полицейского в исполнении Джеймса Вудса. В период с 1992 по 1996 год Фокс снялся в главных ролях ещё в нескольких фильмах, таких как «Консьерж» (1993), «Жизнь с Майки» (1993) и «Жадность» (1994), а также появился в ролях второго плана в фильмах «Американский президент» (1995) и «Марс атакует!» (1996).
Последней крупной работой в кино стал фильм «Страшилы» (1996 года). В картине излагается история архитектора Фрэнка Бэннистера (Фокс), который попадает в аварию, в результате чего погибает его жена. После несчастного случая Фрэнк начинает видеть призраков, и решает с их помощью заработать, занявшись изгнанием духов, которых он же и натравливает на дома потенциальных клиентов. Между тем в городе орудует таинственный маньяк-убийца, который оказывается призраком, вернувшимся из Ада. Игра Фокса была высоко оценена, Кеннет Туран из The Los Angeles Times написал: «Каждый из актёров на своём месте. И Фокс — в одной из лучших ролей за долгое время, и Альварадо — превосходно смотрятся в этом мистическом триллере с элементами драмы и комедии».
Фокс также неоднократно занимался озвучиванием: в фильмах «Стюарт Литтл» и «Стюарт Литтл 2», снятых по мотивам популярных книг И. Б. Вайта. Также Фокс озвучил пса по имени Шанс в двух фильмах «Дорога домой: Невероятное путешествие» и «Дорога домой 2: Затерянные в Сан-Франциско», и молодого учёного Майло Тэтча в мультфильме «Атлантида: Затерянный мир».

### «Спин-Сити» и развитие болезни

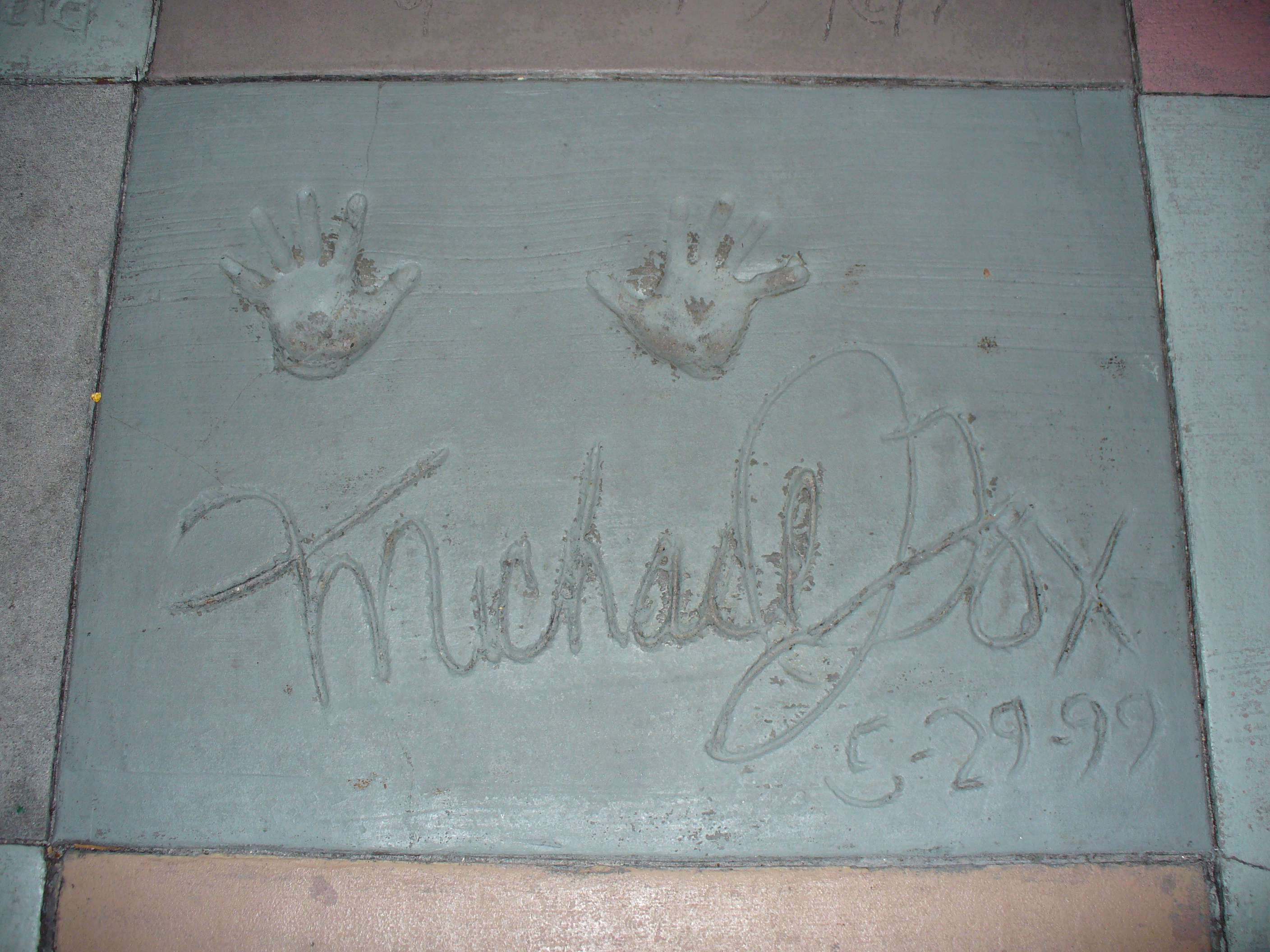
Отпечатки рук Фокса перед аттракционом «The Great Movie Ride» в тематическом парке «Disney’s Hollywood Studios»

Шоу «Спин-Сити» выходило в эфир на канале ABC с 1996 по 2002 год. Сериал рассказывал о выдуманных членах правительства города Нью-Йорк, а Фокс играл роль Майка Флаэрти — заместителя мэра. За роль в сериале актёр получил премию «Эмми» в 2000 году, три «Золотых глобуса» в 1998, 1999 и 2000, а также две премии «Гильдии киноактёров» в 1999 и 2000 годах.
Во время работы над третьим сезоном Фокс объявил коллегам по сериалу, что он болен болезнью Паркинсона.
В январе 2000 года, работая над четвёртым сезоном, актёр принял решение об уходе из сериала, а свободное время он собирался посвятить семье.
Однако в планах актёра было продолжение работы в кино, а также гостевые появления в различных шоу — Фокс также трижды появился в финальном сезоне «Спин-Сити». 

Всего было снято 145 эпизодов[прояснить]; также, во время съёмок первых четырёх сезонов Фокс выполнял функции исполнительного продюсера вместе с Биллом Лоуренсом и Гэри Дэвидом Голдбергом.
После ухода его заменил Чарли Шин, сыгравший Чарли Кроуфорда.
Через четыре года, в 2004 году, Фокс снялся в гостевой роли доктора Кевина Кейси в сериале «Клиника» (автор сериала — Билл Лоуренс, создатель «Спин-Сити») — его персонаж страдал от обсессивно-компульсивного расстройства. 

В 2006 году Фокс снялся в сериале «Юристы Бостона» в роли богатого предпринимателя, страдающего от рака лёгких и много жертвующего на медицинскую благотворительность (своеобразная параллель с судьбой самого артиста). В третьем сезоне продюсеры ввели его персонаж на постоянной основе, начиная с премьеры. За эту роль Фокс номинировался на премию «Эмми» в категории «Лучшее гостевое появление».
В 2009 году актёр появился в пяти эпизодах комедийной драмы «Спаси меня», что принесло Майклу премию «Эмми» в номинации «Лучшее гостевое появление в драматическом сериале». Роль в этом сериале Фокс называет одной из своих любимых. Начиная с 2000 года Фокс выпустил четыре автобиографии: «Lucky Man: A Memoir» (2002), «Always Looking Up: The Adventures Of An Incurable Optimist» (2009), «A Funny Thing Happened On The Way To The Future: Twists & Turns & Lessons Learned» (2010) и «No Time Like the Future: An Optimist Considers Mortality» (2020).

### Современный период и завершение карьеры

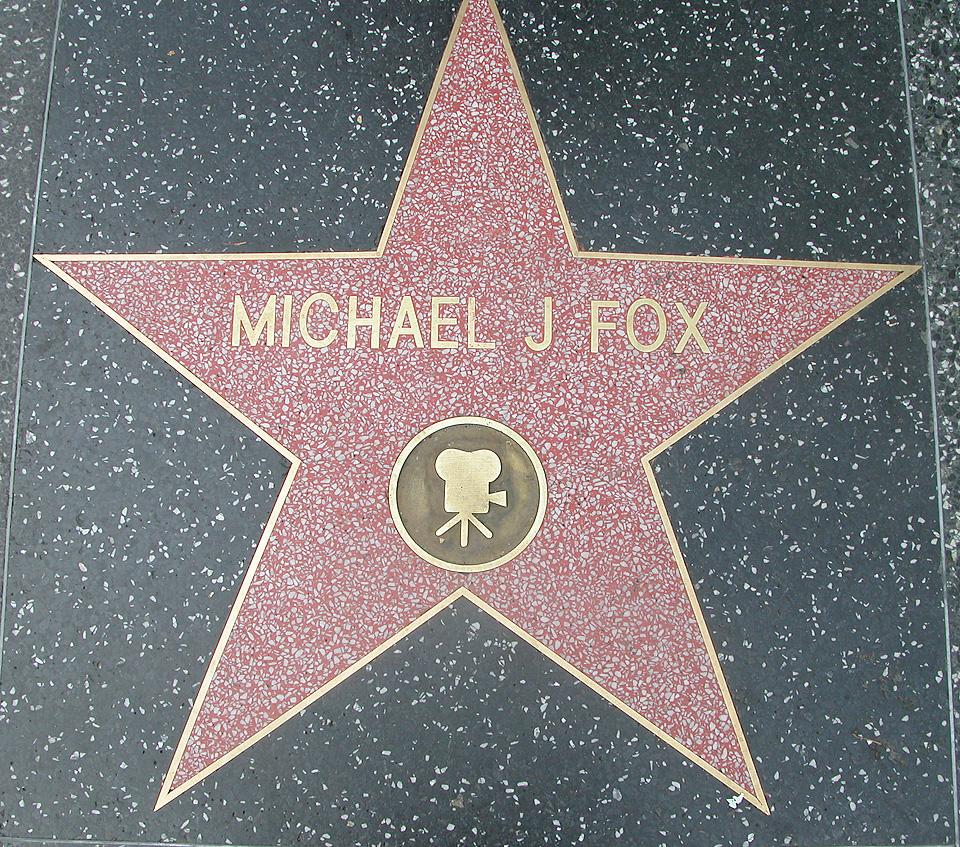
Звезда Майкла Джей Фокса на Голливудской «Аллее славы»

В 2010 году актёр вернулся на телевидение, сыграв в драме «Хорошая жена» адвоката-подлеца Луиса Кэннинга.
Майкл Джей Фокс присутствовал на церемонии закрытия зимних Олимпийских игр в Ванкувере 28 февраля 2010 года. Он произнёс речь, во время которой отметил, что он горд, что является канадцем (у актёра двойное гражданство — США и Канады). Также актёр вместе с Уильямом Шетнером и Кэтрин О’Хара выступил с комедийными монологами в рамках концертной части игр под названием «I Am Canadian». Летом 2010 года вместе с моделью и актрисой Татьяной Патитц принял участие в фотосессии «Carl Zeiss», проведённой Брайаном Адамсом в Нью-Йорке для календаря на 2011 год.
Кроме того, в 2011 году актёр принял участие в озвучивании повзрослевшего Марти Макфлая, а также его предка Уильяма Макфлая, в финальном, пятом эпизоде игрового сериала «Back to the Future: The Game» под названием «Outatime!». Во время работы над проектом он встретился со своим коллегой и другом Кристофером Ллойдом.
Осенью 2013 года стартовало отчасти автобиографичное «Шоу Майкла Джей Фокса», в котором актёр исполняет роль телеведущего с аналогичным заболеванием, решившего вернуться в шоу-бизнес.
21 октября 2015 года, в честь дня своего «прибытия в будущее» по сюжету фильма «Назад в будущее 2», Фокс вместе с Кристофером Ллойдом появились в эфире телешоу «Джимми Киммел в прямом эфире» в своих образах из фильма и были удостоены стоячей овации зрителей.
26 февраля 2017 года участвовал в 89-й церемонии вручения наград премии «Оскар», где появился на сцене в DeLorean DMC-12 вместе с Сэтом Рогеном.
В ноябре 2020 вышли четвёртые мемуары «No Time Like the Future: An Optimist Considers Mortality», в которых Фокс объявил о завершении карьеры, объяснив это решение тем, что «отсутствие надёжной речи — приговор для актёра», добавив, что начал испытывать провалы в памяти. «Всему есть время, и время 12-часовых смен с запоминанием семи страниц диалогов лучше оставить позади», написал актёр. Его последней игровой ролью стало камео в фантастическом фильме от Netflix «Увидимся вчера», причём из-за полученной незадолго до съёмочного дня травмы его перенесли на полгода.
В июне 2024 года выступил вместе с Coldplay на фестивале Гластонбери, сыграв на гитаре песни «Fix You» и «Humankind».

## Личная жизнь

### Семья и друзья
Фокс женился на Трэйси Поллан 16 июля 1988 года в отеле «West Mountain Inn» в Арлингтоне в Вермонте. У пары четверо детей: Сэм Майкл (родился 30 мая 1989), близнецы Скайлер Фрэнсис и Аквинна Кэтлин (родились 15 февраля 1995) и Эсме Аннабель (родилась 3 ноября 2001).
Давно дружит с актёром и продюсером Денисом Лири, с которым разделяет увлечение хоккеем. Также любит проводить время за игрой в гольф с Биллом Мюрреем и Джимми Фэллоном.

### Болезнь и активистская деятельность
Первые симптомы болезни Паркинсона появились у Фокса в 1990 году во время съёмок фильма «Доктор Голливуд», хотя диагноз ему поставили лишь в следующем году. После этого Фокс начал много пить, однако вовремя получил поддержку и вскоре поборол пристрастие к алкоголю. В 1998 году он сообщает поклонникам и коллегам о болезни, после чего посвящает себя исследованию болезни, основав общественную организацию «Фонд Майкла Джей Фокса» по исследованию болезни Паркинсона, которая помогает паркинсоникам и спонсирует исследования по изучению проблемы, включая использование стволовых клеток.
Для подавления симптомов Фокс принимает препарат «Карбидопа-Леводопа», чаще известный как «Sinemet»; в 1998 году он также прошёл процедуру таламотомии. Его первая книга «Lucky Man» рассказывает о том, как на ранней стадии Фокс пытался отрицать существование у него болезни, об организации фонда, проблемах с выпивкой, а также начале исследований болезни. В книге Фокс говорит, что он не принимал лекарства до своего признания в «Senate Appropriations Subcommittee» в 1999 году, однако в документальном фильме  «Неизменный: Майкл Дж. Фокс» он опроверг эти слова, сознавшись, что начал употреблять  «Sinemet» вскоре после постановки диагноза, и даже научился незаметно делать это во время съёмок «Спин-Сити».

## Работы

### Кино
| Кино | Кино                                       | Кино                                     | Кино                                                   | Кино                                |
| Год  | Название                                   | В оригинале                              | Роль                                                   | Примечания                          |
| ---- | ------------------------------------------ | ---------------------------------------- | ------------------------------------------------------ | ----------------------------------- |
| 1980 | Полуночное безумие                         | Midnight Madness                         | Скотт Ларсон                                           |                                     |
| 1982 | Класс-1984                                 | Class Of 1984                            | Артур                                                  |                                     |
| 1985 | Назад в будущее                            | Back To The Future                       | Марти Макфлай                                          | главная роль                        |
| 1985 | Волчонок                                   | Teen Wolf                                | Скотт Говард                                           | главная роль                        |
| 1987 | Дневной свет                               | Light Of Day                             | Джоуи Резник                                           | главная роль                        |
| 1987 | Секрет моего успеха                        | The Secret Of My Success                 | Брентли Фостер / Карлтон Уитфилд                       | главная роль                        |
| 1988 | Яркие огни, большой город                  | Bright Lights, Big City                  | Джейми Конвэй                                          | главная роль                        |
| 1989 | Военные потери                             | Casualties Of War                        | рядовой Макс Эрикссон                                  | главная роль                        |
| 1989 | Назад в будущее 2                          | Back To The Future, Part II              | Марти Макфлай / Марти Макфлай-младший / Марлин Макфлай | главная роль                        |
| 1990 | Назад в будущее 3                          | Back To The Future, Part III             | Марти Макфлай / Шеймус Макфлай                         | главная роль                        |
| 1991 | Напролом                                   | The Hard Way                             | Ник Лэнг / Рэй Казанов                                 | главная роль                        |
| 1991 | Доктор Голливуд                            | Doc Hollywood                            | доктор Бенджамин Стоун                                 | главная роль                        |
| 1993 | Дорога домой: Невероятное путешествие      | Homeward Bound: The Incredible Journey   | Шанс                                                   | озвучивание                         |
| 1993 | Срочно требуется звезда                    | Life With Mikey                          | Майкл «Майки» Чэпман                                   | также известен, как «Жизнь с Майки» |
| 1993 | Консьерж                                   | For Love Or Money                        | Даг Аэрленд                                            | главная роль                        |
| 1994 | Там, где реки текут на север               | Where The Rivers Flow North              | Клейтон Фарнсуорт                                      |                                     |
| 1994 | Жадность                                   | Greedy                                   | Дэниэл Мактиг                                          | главная роль                        |
| 1995 | С унынием в лице                           | Blue In The Face                         | Пит Мэлони                                             |                                     |
| 1995 | Хладнокровный                              | Coldblooded                              | Тим Александр                                          | продюсер фильма                     |
| 1995 | Американский президент                     | The American President                   | Льюис Ротшилд                                          |                                     |
| 1996 | Дорога домой 2: Затерянные в Сан-Франциско | Homeward Bound II: Lost In San Francisco | Шанс                                                   | озвучивание                         |
| 1996 | Страшилы                                   | The Frighteners                          | Фрэнк Бэннистер                                        | главная роль                        |
| 1996 | Марс атакует!                              | Mars Attacks!                            | Джейсон Стоун                                          | эпизодическая роль                  |
| 1999 | Стюарт Литтл                               | Stuart Little                            | Стюарт Литтл                                           | озвучивание                         |
| 2001 | Атлантида: Затерянный мир                  | Atlantis: The Lost Empire                | Майло Джеймс Тэтч                                      | озвучивание                         |
| 2002 | Трасса 60                                  | Interstate 60                            | мистер Бейкер                                          | эпизодическая роль                  |
| 2002 | Стюарт Литтл 2                             | Stuart Little 2                          | Стюарт Литтл                                           | озвучивание                         |
| 2006 | Стюарт Литтл 3: Зов природы                | Stuart Little 3: Call Of the Wild        | Стюарт Литтл                                           | озвучивание Direct-to-video         |
| 2014 | Энни                                       | Annie                                    | в роли самого себя                                     | эпизодическая роль                  |
| 2016 | Арчи                                       | A.R.C.H.I.E.                             | Арчи                                                   | озвучивание                         |
| 2018 | Арчи 2                                     | A.R.C.H.I.E. 2: Mission Impawsible       | Арчи                                                   | озвучивание                         |
| 2019 | Увидимся вчера                             | See You Yesterday                        | Мистер Локхарт                                         | эпизодическая роль                  |
| 2021 | Обратно домой                              | Back Home Again                          | Майкл Джей Бёрд                                        | озвучивание                         |
| 2023 | Неизменный: Майкл Дж. Фокс                 | Still: A Michael J. Fox Movie            | в роли самого себя                                     | документальный фильм                |

### Телевидение
| Телевидение | Телевидение                                                   | Телевидение                                        | Телевидение            | Телевидение                                                       |
| Год         | Название                                                      | В оригинале                                        | Роль                   | Примечания                                                        |
| ----------- | ------------------------------------------------------------- | -------------------------------------------------- | ---------------------- | ----------------------------------------------------------------- |
| 1973        | Скитальцы                                                     | The Beachcombers                                   |                        | эпизод «Truck Logger»                                             |
| 1977        | Магическая ложь                                               | The Magic Lie                                      |                        | эпизод «The Master»                                               |
| 1979        | Письма от Фрэнка                                              | Letters From Frank                                 | Рикки                  | телевизионный фильм CBS                                           |
| 1979        | Лу Грант                                                      | Lou Grant                                          | Пол Стоун              | эпизод «Kids»                                                     |
| 1980        | Палмерстаун, США                                              | Palmerstown, U.S.A.                                | Вилли-Джо Холл         |                                                                   |
| 1980        | Семья                                                         | Family                                             | Рихард Тополь          | эпизод «Such A Fine Line»                                         |
| 1980        | Проблемы в округе Тимбер-Хай                                  | Trouble In High Timber Country                     | Томас Элстон           | телевизионный фильм ABC                                           |
| 1981        | Охотник Джон                                                  | Trapper John, M.D.                                 | Эллиот Швайцер         | эпизод «Brain Child»                                              |
| 1981        | Лео и Я                                                       | Leo & Me                                           | Джейми                 | снят в 1976; показан на CBC в 1981 в титрах указан как «Mike Fox» |
| 1982        | Только для учителей                                           | Teachers Only                                      | Джефф                  | эпизод «The Make Up Test»                                         |
| 1982—1989   | Семейные узы                                                  | Family Ties                                        | Алекс П. Китон         | 176 эпизодов                                                      |
| 1983        | Лодка любви                                                   | The Love Boat                                      | Джимми Коуэнс          | эпизод «I Like To Be In America…»                                 |
| 1983        | Американская школа                                            | High School U.S.A.                                 | Джей-Джей Мэннерс      | телевизионный пилот NBC                                           |
| 1984        | Ночной суд                                                    | Night Court                                        | Эдди Симмс             | эпизод «Santa Goes Downtown»                                      |
| 1984        | Домашняя комедия: Специальный выпуск                          | The Homemade Comedy Special                        | Ведущий                | специальный выпуск от NBC                                         |
| 1985        | Ядовитый плющ                                                 | Poison Ivy                                         | Деннис Бакстер         | телевизионный фильм NBC                                           |
| 1986        | Второй ежегодный праздничный кино-фестиваль Дэвида Леттермана | David Letterman’s 2nd Annual Holiday Film Festival |                        | Специальный выпуск NBC сегмент «The Iceman Hummeth»               |
| 1988        | На 60-летие Мики!                                             | Mickey’s 60th Birthday                             | Алекс П. Китон         | специальный выпуск                                                |
| 1990        | Секс, покупки и реклама                                       | Sex, Buys & Advertising                            |                        | специальный выпуск                                                |
| 1991        | Субботним вечером в прямом эфире                              | Saturday Night Live                                | Ведущий                | эпизод «Michael J. Fox/The Black Crowes»                          |
| 1991        | Байки из склепа                                               | Tales From The Crypt                               | Прокурор               | эпизод «The Trap»                                                 |
| 1994        | Не пей воду                                                   | Don’t Drink The Water                              | Аксель Мэджи           | телевизионный фильм ABC                                           |
| 1996—2001   | Спин-Сити                                                     | Spin City                                          | Майк Флаэрти           | 103 эпизода                                                       |
| 2002        | Школа клонов                                                  | Clone High                                         | Оставшаяся почка Ганди | озвучка в эпизоде «Escape To Beer Mountain: A Rope Of Sand»       |
| 2004        | Клиника                                                       | Scrubs                                             | Доктор Кевин Кейси     | эпизоды «My Catalyst» и «My Porcelain God»                        |
| 2006        | Юристы Бостона                                                | Boston Legal                                       | Дэниэл Пост            | 6 эпизодов                                                        |
| 2009        | Спаси меня                                                    | Rescue Me                                          | Дуайт                  | 5 эпизодов                                                        |
| 2010        | Отчёт Кольбера                                                | The Colbert Report                                 | Камео                  | эпизод 6.62                                                       |
| 2010—2015   | Хорошая жена                                                  | The Good Wife                                      | Луис Кэннинг           | 26 эпизодов                                                       |
| 2011        | Первоклассный кулинар                                         | Ace Of Cakes                                       | Камео                  |                                                                   |
| 2011        | Умерь свой энтузиазм                                          | Curb Your Enthusiasm                               | Камео                  | эпизод «Larry vs. Michael J. Fox»                                 |
| 2011        | Финес и Ферб                                                  | Phineas & Ferb                                     | Майкл                  | эпизод «The Curse Of Candace»                                     |
| 2013        | Шоу Майкла Джей Фокса                                         | The Michael J. Fox Show                            | Майкл Генри            | главная роль                                                      |
| 2016        | На ночь глядя                                                 | Nightcap                                           | играет себя            | эпизод «The Cannon»                                               |
| 2017        | Хорошая борьба                                                | The Good Fight                                     | Луис Кэннинг           | 2 эпизода                                                         |
| 2018        | Последний кандидат                                            | Designated Survivor                                | Итан Уэст              | 5 эпизодов                                                        |
| 2019        | Заправка на углу                                              | Corner Gas Animated                                | играет себя            | эпизод «Dream Waiver», озвучание                                  |
| 2020        | Хорошая борьба                                                | The Good Fight                                     | Луис Кэннинг           | 2 эпизода                                                         |
| 2020        | Экспедиция: Назад в будущее                                   | Expedition: Back To The Future                     | играет самого себя     | 1 эпизод                                                          |

### Другие проекты
| Другие проекты | Другие проекты                  | Другие проекты                                    | Другие проекты                                  | Другие проекты |
| Год            | Название                        | В оригинале                                       | Обязанности                                     |                |
| -------------- | ------------------------------- | ------------------------------------------------- | ----------------------------------------------- | -------------- |
| 1995           | Хладнокровный                   | Coldblooded                                       | продюсер                                        |                |
| 1996—2000      | Спин-Сити                       | Spin City                                         | исполнительный продюсер                         |                |
| 1999           | Анна говорит                    | Anna Says                                         | исполнительный продюсер                         |                |
| 2002           | Иначе обручённый                | Otherwise Engaged                                 | исполнительный продюсер                         |                |
| 2003           | Хэнч берёт перерыв              | Hench At Home                                     | исполнительный продюсер                         |                |
| 2011           | Назад в будущее: Игра. Эпизод 5 | Back to the Future: The Game. Episode V: Outatime | озвучивание — Уильям Макфлай                    |                |
| 2015           | LEGO Измерения                  | Lego Dimensions                                   | озвучание — Марти Макфлай                       |                |
| 2020           | Трейлер к песне «Holiday»       | Holiday                                           | камео — Марти Макфлай (клип на песню Lil Nas X) |                |

## Награды

### Ордена и медали
- Офицер Ордена Канады (2011 год)[4]

- Президентская медаль Свободы (4 января 2025 года)[6]

### Премии
Сатурн:
- 1985: Лучший актёр («Назад в будущее»)

Эмми:
- 1986: Выдающееся исполнение главной роли в комедийном сериале («Семейные узы»)
- 1987: Выдающееся исполнение главной роли в комедийном сериале («Семейные узы»)
- 1988: Выдающееся исполнение главной роли в комедийном сериале («Семейные узы»)
- 2000: Выдающееся исполнение главной роли в комедийном сериале («Спин-Сити»)
- 2009: Лучшее гостевое появление в драматическом сериале («Спаси меня»)

Золотой глобус:
- 1989: Лучшее исполнение мужской роли в телесериале (комедии/мюзикле) («Семейные узы»)
- 1998: Лучшее исполнение мужской роли в телесериале (комедии/мюзикле) («Спин-Сити»)
- 1999: Лучшее исполнение мужской роли в телесериале (комедии/мюзикле) («Спин-Сити»)
- 2000: Лучшее исполнение мужской роли в телесериале (комедии/мюзикле) («Спин-Сити»)

Выбор народа:
- 1997: Любимый актёр в новом шоу

Премия Гильдии киноактёров США:
- 1999: Выдающееся исполнение мужской роли в комедийном сериале («Спин-Сити»)
- 2000: Выдающееся исполнение мужской роли в комедийном сериале («Спин-Сити»)

Грэмми:
- 2010: Лучшая аудиокнига («Always Looking Up: Adventures Of An Incurable Optimist»)

Почётный Оскар:
- 2023: Награда имени Джина Хершолта за гуманитарную деятельность в исследовании болезни Паркинсона

### Номинации
Эмми:
- 1985: Выдающееся исполнение роли второго плана в комедийном сериале («Семейные узы»)
- 1989: Выдающееся исполнение главной роли в комедийном сериале («Семейные узы»)
- 1997: Выдающееся исполнение главной роли в комедийном сериале («Спин-Сити»)
- 1998: Выдающееся исполнение главной роли в комедийном сериале («Спин-Сити»)
- 1999: Выдающееся исполнение главной роли в комедийном сериале («Спин-Сити»)
- 2006: Выдающееся исполнение приглашённой роли в драматическом сериале («Юристы Бостона»)
- 2011: Выдающееся исполнение приглашённой роли в драматическом сериале («Хорошая жена»)

Золотой глобус:
- 1986: Лучшее исполнение мужской роли в телесериале (комедии/мюзикле) («Семейные узы»)
- 1986: Лучшее исполнение мужской роли в фильме (комедии/мюзикле) («Назад в будущее»)
- 1987: Лучшее исполнение мужской роли в телесериале (комедии/мюзикле) («Семейные узы»)
- 1997: Лучшее исполнение мужской роли в телесериале (комедии/мюзикле) («Спин-Сити»)
- 2014: Лучшее исполнение мужской роли на ТВ (комедии/мюзикле) («Шоу Майкла Джей Фокса»)

Спутниковая награда:
- 1997: Лучшее исполнение мужской роли в телесериале (комедии/мюзикле) («Спин-Сити»)[55]
- 1998: Лучшее исполнение мужской роли в телесериале (комедии/мюзикле) («Спин-Сити»)[56]
- 1999: Лучшее исполнение мужской роли в телесериале (комедии/мюзикле) («Спин-Сити»)[57]

Выбор народа:
- 2012: Любимая телевизионная звезда («Хорошая жена»)

### Почётные звания
16 декабря 2002 года получил свою звезду на Голливудской «Аллее Славы» (номер — 2209), а почти через шесть лет — в сентябре 2008 года — получил звезду на 10-й официальной церемонии канадской «Аллеи славы». Кроме того, портрет актёра висит на «Стене славы» знаменитого ресторана «Планета Голливуд». Журнал «TV Guide» (выпуск от 23 января 2005 года) поставил актёра на 23-е место в своём списке «Величайших идолов подростков всех времён». Театр в Бернаби — родном городе актёра в Канаде был назван в честь Фокса.
В мае 2008 года получил степень почётного доктора изобразительных искусств в Университете Нью-Йорка. В 2009 году получил премию «Influential Canadian Expat Award» как самый влиятельный канадский деятель. 4 июня 2010 года правительство города Бернаби в Британской Колумбии вручило Фоксу почётную награду «Freedom Of The City». В 2011 актёру вручили немецкую награду «Золотая камера» за достижения в области телевидения.
Также были отмечены его заслуги в области исследовании болезни Паркинсона. В 2007 году журнал «Time» включил его в список «100 людей, чья власть, талант и моральный пример изменили мир». 5 марта 2010 года актёр получил почётную степень доктора наук от Каролинского института за его вклад в изучение болезни. Также он получил степень доктора юридических наук в Университете Британской Колумбии.
31 мая 2012 года получил степень доктора юридических наук в Институте правосудия Британской Колумбии за его вклад в искусство и исследование болезни. Ранее Фокс участвовал в боевых учениях в рамках программы набора рекрутов полиции.
В 2023 году получил премию «Elevate Prize Catalyst Award» в размере $250 тыс., деньги актёр решил направить на разработку первой биологической системы стадирования болезни Паркинсона.
4 января 2025 года президент США Джо Байден наградил Майкла Джей Фокса Президентской медалью Свободы.